# Bill Evans (Posaunist)
William „Bill“ Evans (* 16. April 1936; † 10. September 2019 in Eagan, Minnesota) war ein US-amerikanischer Jazzmusiker (Posaune, auch Kontrabass) des Dixieland.

## Leben und Wirken
Evans lebte meist in St. Paul, wo er auch aufgewachsen war. Nachdem er im Kindesalter Klavierstunden hatte, lernte er autodidaktisch Posaune und gehörte dann verschiedenen Bands an. Evans spielte u. a. bei den Mississippi Counts, deren Gründungsmitglied er war. Des Weiteren gehörte er den Dukes of Dixieland an; in den 1950er-Jahren spielte er außerdem Bass in der Hall Brothers New Orleans Jazz Band. Im Hauptberuf arbeitete er im Verlag West Publishing, wo er zuletzt im Management tätig war.
Evans leitete die Bill Evans New Orleans Jazz Band, spielte in der Pig's Eye Jass Band und mit den Mouldy Figs, in den 1980er-Jahren im Trio des Pianisten Butch Thompson, das die Hausband in Garrison Keillors Prairie Home Companion bildete. Bei Aufenthalten in New Orleans spielte Evans in Fritzel's European Jazz Pub. Im Bereich des Jazz war er laut Tom Lord zwischen 1969 und 2014 an elf Aufnahmesessions beteiligt.

## Diskographische Hinweise
- Bill Price: The New Yorkers Northrop Summer Concerts (1976)
- The Bill Evans New Orleans Jazz Band: Let the Great Big World Keep Turning (1996)
- Brian Carrick and Norman Thatcher: In New Orleans (GHB)
- Jamie Wight Presents: Charlie DeVore and His New Orleans Family Band (GHB, 2014)